# Buccinasco
Buccinasco és un municipi italià, situat a la regió de la Llombardia i a la ciutat metropolitana de Milà. L'any 2007 tenia 25.569 habitants.